# Gatto nero

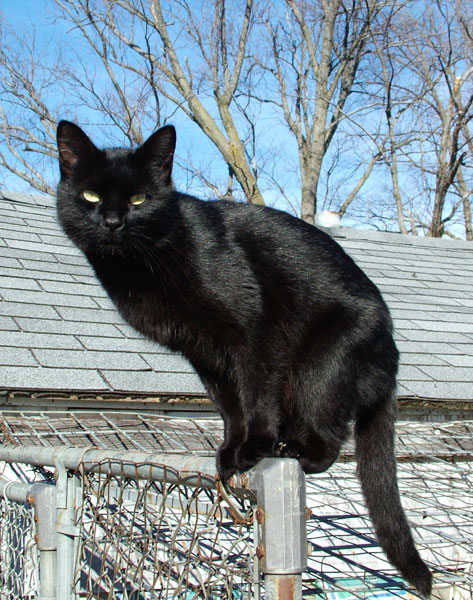
Un gatto nero

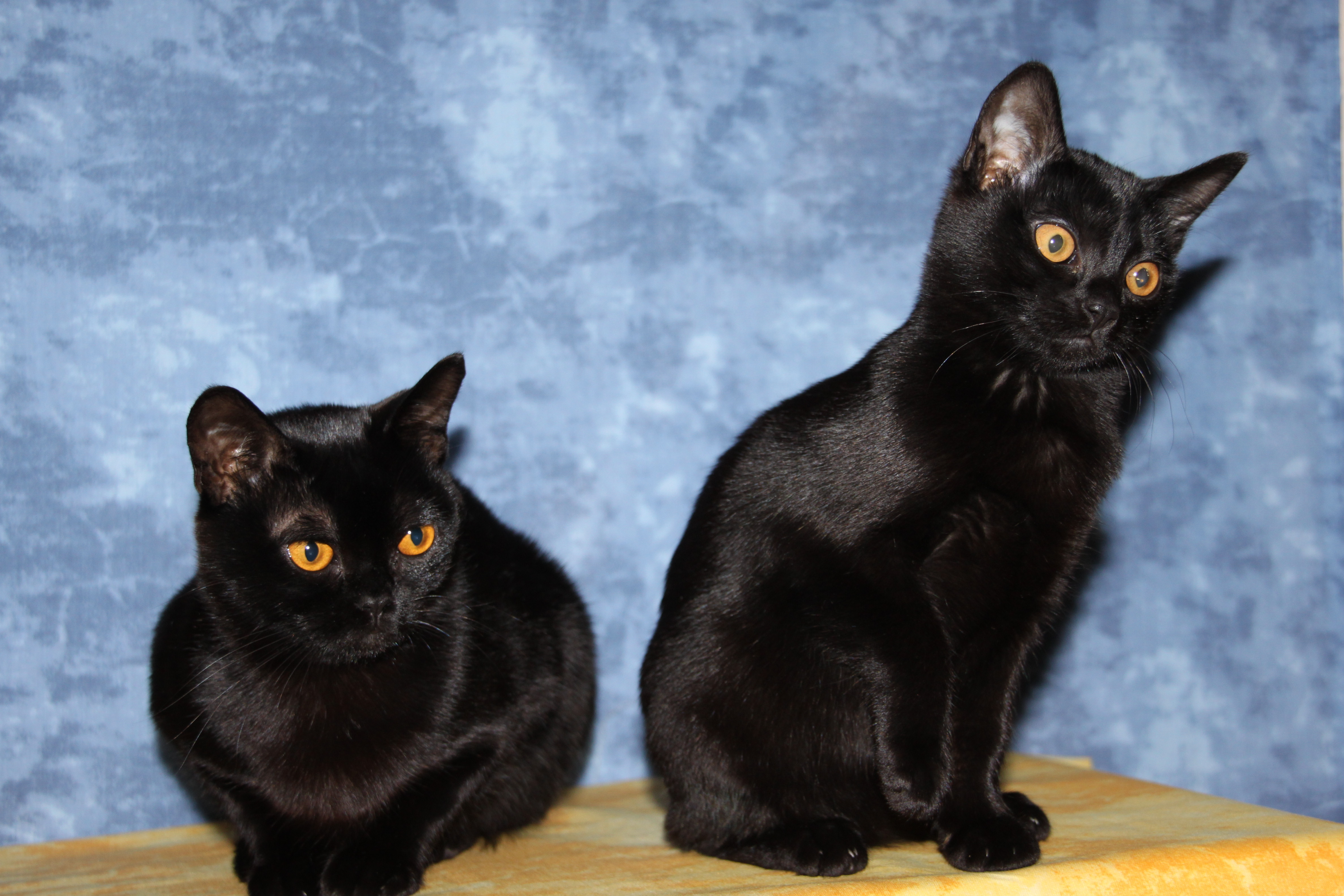
Due gatti Bombay

Per gatto nero si intende un qualsiasi gatto domestico, di razza o no, di colore nero. Spesso considerato oggetto di superstizione, il gatto nero è una figura ricorrente nelle culture popolare e di massa.

## Descrizione
I gatti neri sono considerati tali se hanno la pelliccia, in gran parte o del tutto, di colore nero. Secondo la Cat Fanciers' Association (CFA) vi sarebbero in totale 22 razze di gatti che possono nascere con la pelliccia interamente di colore nero, come ad esempio il Bombay americano, l'unico animale di questo tipo ad avere sempre il manto esclusivamente di quel colore. Tuttavia, se esposti alla luce del sole, la pelliccia dei felini può schiarire diventando marrone. In alcuni casi, l'eumelanina, che è essenziale affinché la peluria di un gatto diventi nera, può venire a mancare a causa della carenza di tirosina. Le striature dei gatti neri, che possono essere in piccola parte o per nulla visibili, è dovuta a un gene recessivo.

## Nella cultura

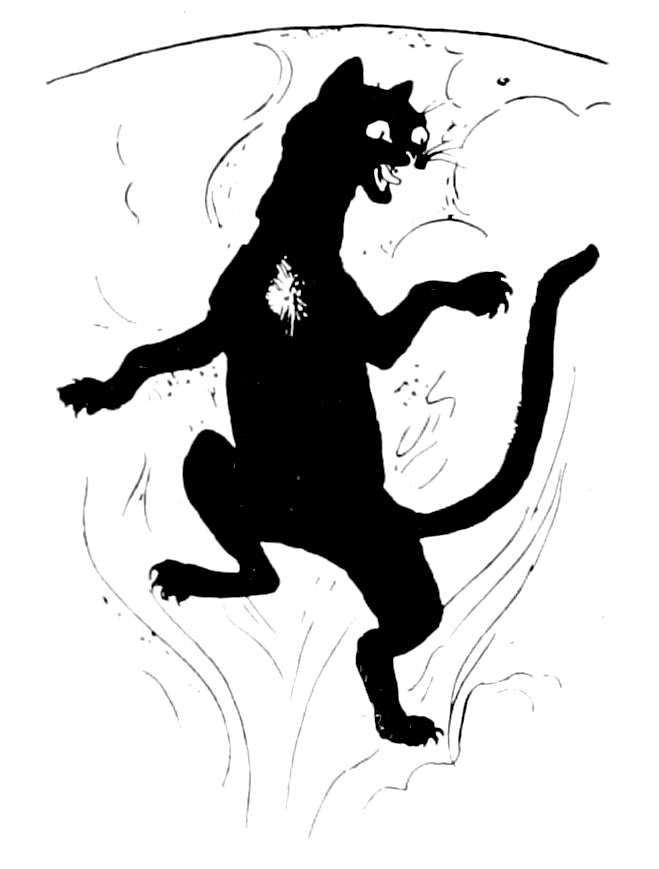
Raffigurazione del Cat Sìth in un libro per bambini

Il gatto nero anarchico in un volantino del 1915 che incita a compiere atti di sabotaggio

### Credenze e superstizioni

#### Nell'antico Egitto
I gatti, indipendentemente dal loro colore, erano considerati sacri nell'Antico Egitto. La dea Bastet viene spesso raffigurata come una donna con la testa di un gatto nero.

#### In Europa
In Europa il gatto nero è stato spesso considerato portatore di sventura, anche se non mancano delle situazioni in cui è ritenuto, al contrario, foriero di fortuna e prosperità. 
In Inghilterra e altre culture germaniche, i gatti neri venivano correlati alla stregoneria. Il folklore li considerava esseri magici e soprannaturali, dietro le cui sembianze potevano nascondersi in realtà streghe sotto mentite spoglie, oppure spie o famigli aiutanti di streghe o demoni. Nel Medioevo questo genere di superstizioni spinsero alcuni papi a ordinare l'uccisione di tali animali durante le feste popolari.
Persiste tuttora la credenza secondo la quale la Chiesa cattolica medievale odiasse i gatti neri e ne avrebbe ordinato lo sterminio. In particolare papa Gregorio IX viene spesso accusato di aver avviato una crociata contro il felino corvino ma questa accusa risulta essere completamente falsa.
Nella mitologia celtica esistono creature demoniache e mostruose quali il Cat Sìth, che ha l'aspetto di un felino, così come l'arturiano Cath Palug, che da gattino nero poteva trasformarsi in una creatura enorme e pericolosissima. Il timore un tempo diffuso dei gatti neri era spesso dovuto al fatto che il loro colore evocasse l'oscurità e quindi materializzasse ciò che è spaventoso nell'immaginario comune.
Non mancano situazioni in cui il gatto assume connotati più ambigui. Secondo una tradizione britannica, se un gatto nero cammina verso qualcuno, si dice che porti fortuna, ma se si allontana, porta la fortuna via con sé. Secondo una superstizione piratesca del XVIII secolo, questa regola viene invertita: avvicinandosi a qualcuno, il gatto nero gli avrebbe portato sfortuna, ma fortuna se si allontanava da lui. Si credeva anche che se un gatto nero entrasse in una nave e poi l'abbandonasse, essa era destinata ad affondare nel corso del suo prossimo viaggio. In Germania alcuni credono che i gatti neri portino sfortuna se attraversano una strada da destra a sinistra, ma che siano di buon auspicio se, al contrario, la attraversano da sinistra a destra.
In certi contesti, in Europa, il gatto di colore nero è benaugurante. Nel Regno Unito il gatto nero era anche ritenuto capace di rendere una donna oggetto di corteggiamento da parte di molti uomini se risiedeva nella sua stessa abitazione. Una credenza scozzese vuole che se uno strano gatto nero cammina nel portico di un'abitazione porterebbe prosperità a colui che vi abita. Una superstizione francese vuole che chi possiede un gatto nero sia destinato ad avere fortuna.
Una rima in lingua gallese recita:
Cath ddu, mi glywais dd'wedyd,

Un fedr swyno hefyd,

A chadw’r teulu lle mae’n byw

O afael pob rhyw glefyd.
Ho sentito dire che un gatto nero

Tiene lontani i malanni

E tiene al sicuro la tua casa

Dall'influenza mortale della febbre.
Sebbene queste credenze negative non siano del tutto scemate, oggigiorno i gatti neri sono diventati apprezzati animali domestici in Occidente.

#### In Asia
In Giappone e vari Paesi dell'Asia i gatti neri sono considerati portatori di buona fortuna. Secondo una superstizione diffusa nel periodo Edo, i gatti neri possono curare la tubercolosi e tenere lontane le preoccupazioni d'amore.

### Nella politica

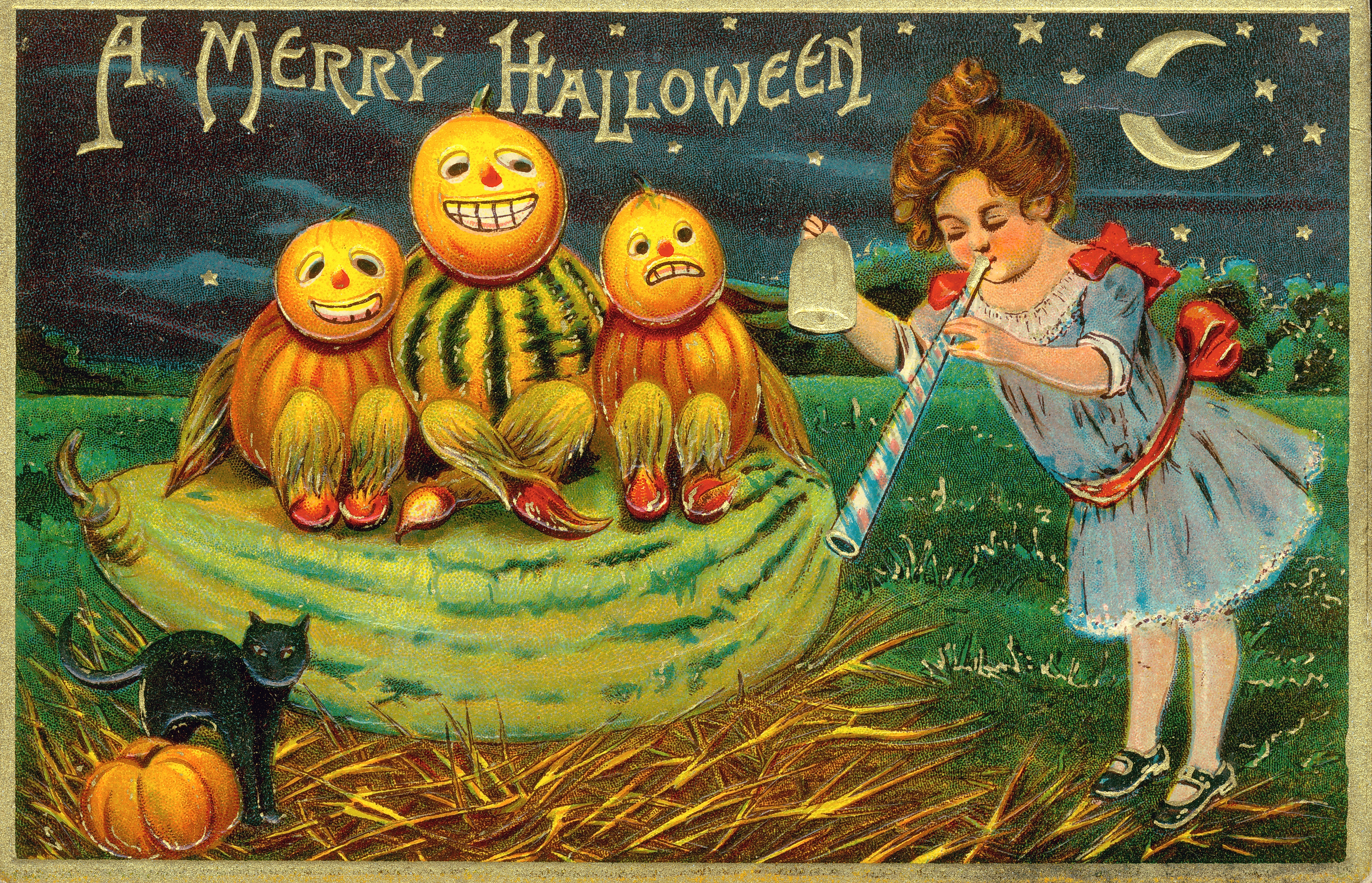
Cartolina di Halloween esposta nel Missouri History Museum

In qualche circostanza, al gatto nero è stata data una valenza politica, come conferma il noto simbolo anarchico raffigurante un felino racchiuso in un cerchio. Non è chiara l'origine dello stemma. Tuttavia si suppone che venne ideato da alcuni lavoratori che, nel corso di uno sciopero durante il quale subirono delle aggressioni, essi accolsero un gatto nero cagionevole di salute. Con il passare del tempo, mentre l'animale si riprendeva, lo sciopero ebbe una svolta positiva. Al termine della vicenda, i lavoratori riuscirono a ottenere alcune delle loro richieste e decisero di eleggere il gatto loro "mascotte".

### Nella cultura di massa
Il gatto nero è molto ricorrente nella cultura pop. A conferma di ciò, molti titoli di romanzi, racconti e film alludono all'animale. Ad esso è dedicata la giornata del gatto nero, che si festeggia il 17 novembre.  Essendo stati spesso correlati alla stregoneria, i gatti neri sono presenti negli addobbi usati durante la festa di Halloween. Molti personaggi di opere di fantasia, come ad esempio Felix the Cat, Gatto Silvestro, Pietro Gambadilegno, Salem Saberhagen (di Sabrina Spellman), Luna (l'animale domestico parlante di Sailor Moon) e Kurochan, sono dei gatti neri. Catwoman e la Gatta Nera, personaggi femminili di successo del fumetto americano, sono associate alla figura del gatto nero.